# Nati nel 1943/Ottobre
| Questa pagina contiene informazioni ricavate automaticamente dalle voci biografiche con l'ausilio del template Bio e di un bot. L'aggiornamento è periodico e automatico e ricostruisce completamente la pagina. Se manca una persona in questa lista, sei pregato di non aggiungerla, ma accertati piuttosto che la sua voce biografica contenga il template Bio e che i dati anagrafici siano correttamente compilati. Se il template Bio manca, inseriscilo tu stesso o, in alternativa, metti l'avviso {{tmp\|Bio}} che ne segnala la mancanza. Se i dati riportati sono sbagliati, correggi direttamente la voce biografica; le modifiche saranno visibili in questa lista entro pochi giorni. Per chiarimenti vedi il progetto biografie. La lista contiene solo le 240 persone che sono citate nell'enciclopedia e per le quali è stato implementato correttamente il template Bio. Pagina aggiornata al 18 ago 2025. |

- 1º ottobre - Maria Chiara Acciarini, politica italiana
- 1º ottobre - Jean-Jacques Annaud, regista, sceneggiatore e produttore cinematografico francese
- 1º ottobre - Massimo Brutti, politico italiano
- 1º ottobre - Patrick D'Rozario, cardinale e arcivescovo cattolico bangladese
- 1º ottobre - Gianni Del Buono, ex mezzofondista italiano
- 1º ottobre - Alberto Di Pisa, magistrato italiano († 2022)
- 1º ottobre - Jakob Finci, diplomatico bosniaco
- 1º ottobre - Raymond Langendries, politico belga
- 1º ottobre - José Santacruz Londoño, criminale colombiano († 1996)
- 1º ottobre - John Mackovic, allenatore di football americano statunitense
- 1º ottobre - Willie McFaul, ex calciatore e allenatore di calcio nordirlandese
- 1º ottobre - Muneji Munemura, ex lottatore giapponese
- 1º ottobre - Dick Nemelka, cestista statunitense († 2020)
- 1º ottobre - Perla Peragallo, attrice teatrale italiana († 2007)
- 2 ottobre - Italo Bonatti, calciatore italiano († 1977)
- 2 ottobre - Luigi Alberto Colajanni, politico e scultore italiano
- 2 ottobre - Paul Van Himst, allenatore di calcio, ex calciatore e dirigente sportivo belga
- 2 ottobre - Sandro Magister, giornalista e saggista italiano
- 2 ottobre - Yoshiko Nishitani, fumettista giapponese
- 2 ottobre - Eduardo Serra, direttore della fotografia portoghese
- 2 ottobre - Antonio Lazzaro Volpinari, politico sammarinese
- 3 ottobre - Jeff Bingaman, politico e avvocato statunitense
- 3 ottobre - Leonel Hernández, ex calciatore costaricano
- 3 ottobre - Sam Nusum, ex calciatore bermudiano
- 3 ottobre - Cornelia Sharpe, attrice e ex modella statunitense
- 3 ottobre - Roberto Toscano, diplomatico e scrittore italiano
- 3 ottobre - Yohji Yamamoto, stilista giapponese
- 4 ottobre - John Bindon, attore britannico († 1993)
- 4 ottobre - Owen Davidson, tennista australiano († 2023)
- 4 ottobre - Mick Jackson, regista e produttore televisivo britannico
- 4 ottobre - Jānis Andris Osis, pittore e docente lettone († 2023)
- 4 ottobre - Arnaldo Picchi, regista teatrale e drammaturgo italiano († 2006)
- 4 ottobre - Buddy Roemer, politico e banchiere statunitense († 2021)
- 4 ottobre - Jean-Cyril Spinetta, dirigente d'azienda francese
- 4 ottobre - Carlo Valli, attore, doppiatore e direttore del doppiaggio italiano
- 5 ottobre - Paola Bertoni, cantante italiana († 2018)
- 5 ottobre - Ginny Brown-Waite, politica statunitense
- 5 ottobre - Ben Cardin, politico statunitense
- 5 ottobre - Ivan Davidov, calciatore bulgaro († 2015)
- 5 ottobre - Günther Dreyer, egittologo tedesco († 2019)
- 5 ottobre - Steve Miller, cantautore e chitarrista statunitense
- 5 ottobre - Michael Morpurgo, scrittore e poeta britannico
- 5 ottobre - Gerhard Mussner, ex sciatore alpino italiano
- 5 ottobre - Jaromír Málek, egittologo ceco († 2023)
- 5 ottobre - Patrizio Petrucci, politico italiano
- 5 ottobre - William R. Stoeger, astronomo e teologo statunitense († 2014)
- 5 ottobre - Inna Čurikova, attrice russa († 2023)
- 6 ottobre - Ottavio Bianchi, ex calciatore e allenatore di calcio italiano
- 6 ottobre - Carlos Bulla, ex calciatore argentino
- 6 ottobre - Gilles Clément, biologo e scrittore francese
- 6 ottobre - Josée Dayan, regista e produttrice televisiva francese
- 6 ottobre - Michael Durrell, attore statunitense
- 6 ottobre - Roland Eschlmüller, ex calciatore austriaco
- 6 ottobre - Thomas Murray, organista e docente statunitense
- 6 ottobre - Angelo Pedroni, ex canoista italiano
- 6 ottobre - Giorgio Pinchiorri, imprenditore e enologo italiano
- 6 ottobre - Fernand Van Rymenant, ciclista su strada e ciclocrossista belga († 2011)
- 6 ottobre - Udo Zimmermann, compositore, direttore d'orchestra e musicologo tedesco († 2021)
- 7 ottobre - Nasr Hamid Abu Zayd, teologo egiziano († 2010)
- 7 ottobre - Silvano Faresin, architetto italiano († 2023)
- 7 ottobre - Franco La Polla, storico del cinema e critico cinematografico italiano († 2009)
- 7 ottobre - Oliver North, ex militare statunitense
- 8 ottobre - Ennio Bìspuri, scrittore e critico cinematografico italiano
- 8 ottobre - Chevy Chase, attore, comico e cabarettista statunitense
- 8 ottobre - Italo Falcomatà, politico e storico italiano († 2001)
- 8 ottobre - William Martin Morris, vescovo cattolico australiano
- 8 ottobre - Gladstone Ofori, calciatore ghanese († 2009)
- 8 ottobre - Carmine Stallone, politico italiano
- 8 ottobre - R. L. Stine, scrittore, produttore televisivo e editore statunitense
- 9 ottobre - Renato Cappellini, allenatore di calcio e ex calciatore italiano
- 9 ottobre - Pete Cosey, chitarrista statunitense († 2012)
- 9 ottobre - Charles Micallef, calciatore maltese († 2011)
- 9 ottobre - Jimmy Montgomery, ex calciatore inglese
- 9 ottobre - Mike Peters, fumettista statunitense
- 9 ottobre - Lorna Raver, attrice statunitense († 2025)
- 9 ottobre - Alberto Simeone, politico e avvocato italiano († 2016)
- 10 ottobre - Denis Komivi Amuzu-Dzakpah, arcivescovo cattolico togolese
- 10 ottobre - Armando De Vincentiis, ex discobolo italiano
- 10 ottobre - Vasil' Kliment'jev, giornalista ucraino († 2010)
- 10 ottobre - Reinhard Libuda, calciatore tedesco († 1996)
- 10 ottobre - Alexander Macmillan, II conte di Stockton, politico britannico
- 10 ottobre - Mosè Marcia, vescovo cattolico italiano
- 10 ottobre - Frank-Otto Schenk, attore, doppiatore e direttore del doppiaggio tedesco († 2020)
- 11 ottobre - Haim Buchbinder, cestista e allenatore di pallacanestro israeliano († 2025)
- 11 ottobre - Paolo Fogu, politico italiano
- 11 ottobre - Gideon Freitag, ex cestista israeliano
- 11 ottobre - Harlan Marbley, pugile statunitense († 2008)
- 11 ottobre - John Nettles, attore britannico
- 11 ottobre - David Woodfield, allenatore di calcio e calciatore inglese († 2025)
- 12 ottobre - Marilyn McCord Adams, filosofa e religiosa statunitense († 2017)
- 12 ottobre - Vítor Constâncio, economista e politico portoghese
- 12 ottobre - Abdulwahab Darawshe, ex politico israeliano
- 12 ottobre - Rita Gramignani, scacchista italiana
- 12 ottobre - Jakob Kuhn, allenatore di calcio e calciatore svizzero († 2019)
- 12 ottobre - Katsue Miwa, doppiatrice giapponese († 2024)
- 12 ottobre - Bertil Roos, pilota automobilistico svedese († 2016)
- 12 ottobre - Lin Shaye, attrice statunitense
- 13 ottobre - Rick Boyer, scrittore statunitense
- 13 ottobre - Joseph Chennoth, arcivescovo cattolico indiano († 2020)
- 13 ottobre - Siegfried Kirschen, arbitro di calcio tedesco († 2024)
- 13 ottobre - Peter Sauber, imprenditore svizzero
- 13 ottobre - Jacques Verger, medievista francese
- 14 ottobre - Kiril Dojčinovski, calciatore e allenatore di calcio macedone († 2022)
- 14 ottobre - Andrej Glavan, vescovo cattolico sloveno
- 14 ottobre - Lois Hamilton, modella e attrice statunitense († 1999)
- 14 ottobre - Mohammad Khatami, filosofo e politico iraniano
- 14 ottobre - Marin Kovačić, allenatore di calcio e calciatore croato († 2016)
- 14 ottobre - Guerrino Tosello, ex ciclista su strada italiano
- 15 ottobre - Sharon Clark, modella e attrice statunitense
- 15 ottobre - Ken Cole, ex cestista e allenatore di pallacanestro australiano
- 15 ottobre - Milan Damjanović, calciatore jugoslavo († 2006)
- 15 ottobre - Stanley Fischer, economista, dirigente d'azienda e banchiere israeliano († 2025)
- 15 ottobre - Ronny Grant, cantante e doppiatore olandese
- 15 ottobre - John Kerr, allenatore di calcio e calciatore scozzese († 2011)
- 15 ottobre - Penny Marshall, attrice, regista e produttrice cinematografica statunitense († 2018)
- 15 ottobre - Mircea Petescu, allenatore di calcio e calciatore rumeno († 2018)
- 16 ottobre - Tommy Gemmell, calciatore scozzese († 2017)
- 16 ottobre - Graziella Porta, attrice e doppiatrice italiana
- 16 ottobre - Cherry Vanilla, cantautrice, attrice e scrittrice statunitense
- 16 ottobre - Gisela Weiß, ex nuotatrice tedesca
- 16 ottobre - Paul Edwin Zimmer, scrittore statunitense († 1997)
- 16 ottobre - Jakob de Chirico, artista austriaco
- 17 ottobre - Henry Ramos Allup, politico venezuelano
- 17 ottobre - Antonio Roberto Cabrera, calciatore argentino († 2021)
- 17 ottobre - Jeff Congdon, ex cestista statunitense
- 17 ottobre - Franco Corbella, karateka, maestro di karate e dirigente sportivo italiano († 2023)
- 17 ottobre - Gabriele Muresu, storico della letteratura italiano
- 17 ottobre - Michael Reeves, regista e sceneggiatore britannico († 1969)
- 17 ottobre - Margie Sudre, politica francese
- 18 ottobre - Andrej Bajuk, politico sloveno († 2011)
- 18 ottobre - Giacomo Battiato, regista, sceneggiatore e scrittore italiano
- 18 ottobre - Christine Charbonneau, cantautrice canadese († 2014)
- 18 ottobre - Roberto Kobeh González, ingegnere messicano
- 18 ottobre - Dietrich Keller, ex cestista tedesco
- 18 ottobre - Ubaldo Spanio, ex calciatore italiano
- 18 ottobre - Phyllis Spira, ballerina sudafricana († 2008)
- 18 ottobre - Sarah Zappulla Muscarà, filologa, critica letteraria e scrittrice italiana
- 19 ottobre - Adolfo Aristarain, regista cinematografico e sceneggiatore argentino
- 19 ottobre - Angelo Azzolina, politico italiano († 2000)
- 19 ottobre - Jim Barron, allenatore di calcio e ex calciatore inglese
- 19 ottobre - Hal Blevins, ex cestista e allenatore di pallacanestro statunitense
- 19 ottobre - Robert Llimós, scultore e pittore spagnolo
- 19 ottobre - Takīs Oikonomopoulos, calciatore greco († 2025)
- 19 ottobre - Narong Sangkasuwan, ex calciatore thailandese
- 20 ottobre - Franca Afegbua, politica nigeriana († 2023)
- 20 ottobre - Noreen Corcoran, attrice statunitense († 2016)
- 20 ottobre - Antonella D'Agostino, cantante e attrice italiana
- 20 ottobre - Mark Granovetter, sociologo statunitense
- 20 ottobre - Chris Lawler, ex calciatore inglese
- 20 ottobre - Paolo Mosca, giornalista, scrittore e cantautore italiano († 2014)
- 20 ottobre - Rico Pontvianne, cestista e allenatore di pallacanestro messicano († 2018)
- 20 ottobre - Carlo von Tiedemann, conduttore televisivo tedesco († 2025)
- 21 ottobre - Tariq Ali, politologo, storico e attivista pakistano
- 21 ottobre - Carlo Cannella, nutrizionista italiano († 2011)
- 21 ottobre - Bill Curry, ex giocatore di football americano e allenatore di football americano statunitense
- 21 ottobre - Götz Gliemeroth, militare tedesco
- 21 ottobre - Enrico Rizzarelli, chimico italiano
- 21 ottobre - Brian Rushton, calciatore inglese († 2023)
- 21 ottobre - Peter David Gregory Smith, arcivescovo cattolico britannico († 2020)
- 21 ottobre - Boghos Levon Zekiyan, arcivescovo cattolico turco
- 22 ottobre - Jan de Bont, direttore della fotografia, regista e produttore cinematografico olandese
- 22 ottobre - Tito Bottà, politico italiano († 2015)
- 22 ottobre - Bad News Brown, judoka e wrestler statunitense († 2007)
- 22 ottobre - Annamaria Cancellieri, funzionaria e prefetto italiana
- 22 ottobre - Catherine E. Coulson, attrice e scenografa statunitense († 2015)
- 22 ottobre - Catherine Deneuve, attrice, attivista e produttrice cinematografica francese
- 22 ottobre - Urszula Dudziak, cantante polacca
- 22 ottobre - Aleksandr Abramovič Kabakov, scrittore e pubblicista russo († 2020)
- 22 ottobre - Wolfgang Thierse, politico tedesco
- 22 ottobre - Paul Zukofsky, violinista e insegnante statunitense († 2017)
- 23 ottobre - Alida Chelli, attrice e cantante italiana († 2012)
- 23 ottobre - Milan Holeček, ex tennista cecoslovacco
- 23 ottobre - Vincent Mauro, arbitro di calcio italiano († 2024)
- 23 ottobre - Carlo Monni, attore italiano († 2013)
- 23 ottobre - Václav Neckář, attore e cantante ceco
- 23 ottobre - Michael Peterson, scrittore statunitense
- 23 ottobre - Fred Schmidt, ex nuotatore statunitense
- 24 ottobre - Martin Campbell, regista neozelandese
- 24 ottobre - Sandra Conley, ex ballerina britannica
- 24 ottobre - Bill Dundee, ex wrestler scozzese
- 24 ottobre - Goffredo Mencagli, generale italiano
- 24 ottobre - Carlo Senoner, ex sciatore alpino italiano
- 24 ottobre - José Serrano, politico statunitense
- 24 ottobre - Susan Shaw, ambientalista statunitense († 2022)
- 24 ottobre - Carlo Simoni, attore italiano
- 24 ottobre - Theodor Stolojan, economista e politico romeno
- 24 ottobre - Ernesto Vegetti, bibliografo, saggista e animatore italiano († 2010)
- 24 ottobre - Wojbor Andrzej Woyczyński, matematico polacco († 2021)
- 24 ottobre - Khalil el-Yamani, ex cestista marocchino
- 25 ottobre - Giuliano Ciannella, tenore italiano († 2008)
- 25 ottobre - Gershon Dekel, cestista e allenatore di pallacanestro israeliano († 2019)
- 25 ottobre - Charlie Smalls, compositore e paroliere statunitense († 1987)
- 26 ottobre - Ron Ben-Yishai, giornalista israeliano
- 26 ottobre - Victor Spinei, storico rumeno
- 26 ottobre - Dobrivoje Trivić, calciatore jugoslavo († 2013)
- 27 ottobre - Luca Alinari, pittore italiano († 2019)
- 27 ottobre - Carmen Argenziano, attore statunitense († 2019)
- 27 ottobre - Les Daniels, scrittore statunitense († 2011)
- 27 ottobre - Đorđe Milić, allenatore di calcio e ex calciatore serbo
- 27 ottobre - Michel Ocelot, regista, sceneggiatore e animatore francese
- 27 ottobre - Jerry Rook, cestista statunitense († 2019)
- 27 ottobre - Gianfranco Saraca, ingegnere e politico italiano († 2014)
- 27 ottobre - Jean Schultheis, cantautore, musicista e produttore discografico francese
- 28 ottobre - Victorio Casa, calciatore argentino († 2013)
- 28 ottobre - Pim Doesburg, calciatore olandese († 2020)
- 28 ottobre - Cornelia Froboess, attrice e cantante tedesca
- 28 ottobre - Charo López, attrice spagnola
- 28 ottobre - Jimmy McRae, pilota di rally britannico
- 28 ottobre - Rich Parks, cestista statunitense († 1978)
- 28 ottobre - Rich Peek, cestista statunitense († 2014)
- 28 ottobre - Rosalia Vagli, politica italiana
- 29 ottobre - Henny Ardesch, calciatore olandese († 2019)
- 29 ottobre - Salvatore Carmando, fisioterapista italiano
- 29 ottobre - Alberto D'Amico, cantautore italiano († 2020)
- 29 ottobre - Christopher Cain, regista e sceneggiatore statunitense
- 29 ottobre - Norman Hunter, calciatore e allenatore di calcio inglese († 2020)
- 29 ottobre - Dušan Ivković, allenatore di pallacanestro e cestista serbo († 2021)
- 29 ottobre - Wolfgang Kosack, egittologo e traduttore tedesco
- 29 ottobre - Margaret Nolan, attrice e modella britannica († 2020)
- 29 ottobre - Slavej Rajčev, cestista bulgaro
- 29 ottobre - Claude Sadio, ex cestista senegalese
- 29 ottobre - Don Simpson, produttore cinematografico statunitense († 1996)
- 30 ottobre - Carole Angier, scrittrice e biografa inglese
- 30 ottobre - Paul Corkum, fisico canadese
- 30 ottobre - George Peeples, ex cestista statunitense
- 30 ottobre - Giancarlo Polidori, ex ciclista su strada italiano
- 30 ottobre - Joanna Shimkus, attrice canadese
- 30 ottobre - Roy Turner, allenatore di calcio e ex calciatore inglese
- 31 ottobre - Melendy Britt, attrice e doppiatrice statunitense
- 31 ottobre - Oommen Chandy, politico indiano († 2023)
- 31 ottobre - Sandro Gerbi, giornalista, storico e saggista italiano
- 31 ottobre - Pierre-William Glenn, direttore della fotografia francese († 2024)
- 31 ottobre - Ladislav Mišta, scacchista ceco († 2010)
- 31 ottobre - William Moore, ufologo, scrittore e giornalista statunitense
- 31 ottobre - Renato Pengo, pittore italiano
- 31 ottobre - Anton Phillips, attore britannico
- 31 ottobre - Brian Piccolo, giocatore di football americano statunitense († 1970)
- 31 ottobre - Sante Spigarelli, arciere italiano
- 31 ottobre - Salvatore Veca, filosofo italiano († 2021)
- 31 ottobre - François d'Aubert, politico francese